# グロブダー
『グロブダー』（GROBDA）は、1984年12月に日本のナムコから稼働されたアーケード用固定画面シューティングゲーム。
西暦20XX年を舞台に、自機「グロブダー」を操作して「バトリング」と呼ばれる競技を行う内容となっている。フィールド内にいる敵機すべてを破壊する事でステージクリアとなるシステムで、レーザー砲による攻撃は多方向に砲撃する事が可能となっている。
開発はナムコが行い、プロデューサーおよびゲーム・デザインはアーケードゲーム『ゼビウス』（1983年）を手掛けた遠藤雅伸が担当、プログラムは後に『モトス』（1985年）を手掛ける事となる松浦公政が担当、音楽はアーケードゲーム『ディグダグ』（1982年）を手掛けた慶野由利子が担当、グラフィック・デザインはアーケードゲーム『ドルアーガの塔』（1984年）を手掛けた篠崎雄一郎が担当している。
1985年にPC-6001mkII、PC-6601に移植され、1986年にはMZ-1500、PC-8001mkIISR、PC-8801mkIISR、X1に移植された。アーケード版は後にPlayStation用ソフト『ナムコミュージアム Vol.2』（1996年）、PlayStation Portable用ソフト『ナムコミュージアム Vol.2』（2006年）、Xbox 360用ソフト『ナムコミュージアム バーチャルアーケード』（2008年）に収録された他、2009年にWii用ソフトとしてバーチャルコンソールアーケードにて配信された。
本作は大ヒットこそしなかったが、一方でマニアックな戦略性がリピーターを呼び、前述のようなさまざまな機種への移植につながった。

## ゲーム内容

### システム
フィールド内にいる敵戦車・砲台をレーザー砲（エナジー・キャノン）とエネルギーシールドを持つ自機戦車「グロブダー」で撃破する戦闘競技「バトリング」を題材としている。各ステージは「BATTLING」と呼ばれるもので区分され、BATTLING1～99までが存在する（以下、「面」・「○面」と表記）。
各面ではどの種類の敵戦車・砲台が最初どの位置に何台出るか、障害物の数と設置位置がどのようになっているかが全て決められている。それぞれで難易度が異なり、中でも99面のクリアは最も難しいと言われる。プレイヤーはゲーム開始時、特に何もしなければ1面からのスタートとなるが、操作により自分の好きな面からスタートすることも可能で、例えば、最初から99面を選択することもできる。面セレクトをした場合、最初の面をクリアすると、そこまでの（面数-1）×5130点のボーナスポイントが加算される。
基本的には、フィールド内の敵を全て一掃すればクリアである。ただし、敵の大型砲台であるフォートレスは破壊しなくてもクリアとなる。このようにして次々と各面をクリアしていく。最後、99面をクリアすればメッセージが表示されて強制終了となり、自機のストック1機につき100万点のボーナスポイントが加算される。
テクニックとしてはさまざまなものがあるが、高得点をマークするためのものとして誘爆で敵を破壊することがある。敵をある程度一か所に集まるよううまく誘導し、1機を破壊したときにできる爆発に他の敵も次々と巻き込まれるようにすれば、普通に攻撃して破壊するよりも高いスコアが出せるようになる。
ゲーム画面の残機表示部に敵破壊（誘爆）時の得点が表示されるニューバージョンが後日リリースされた。PlayStationの『ナムコミュージアム Vol.2』版は旧バージョンのみが収録されている。

### その他
アーケードゲーム用ハードウェアがある程度高度化し、画面がスクロールするのが当たり前の時代に、あえて固定画面でプレイするスタイルを取っている。
- 自機・敵の破壊の際に円形に爆風が起こり、爆発圏内にいる自機や敵がダメージを受ける。
- シールドの無い状態の敵や自機はビーム直撃や爆発によって一瞬で破壊されるが、シールドを使えば、エネルギーの続く間は持ち堪えられる。
- 破壊した敵は瓦礫となって残り、その上では自機・敵の移動速度が低下する。ただしフォートレスの残骸の上は走行できない。
- 移動速度とシールドとビームは、画面下のエネルギーゲージで効果が変わる。自動的に回復するものの、時間と共に回復が遅くなり、あまり長時間粘ると、シールドは張れず、レーザーもすぐ出力が落ちる。
- 各面毎に巧みに配置された障害物がある。これを盾に戦うこともできるが、逆に遠回りを強いられることもある。
- 1つの面に時間をかけ過ぎると敵の攻撃が激しくなる。

など、さまざまな戦略性が要求され、中には自爆することで敵を巻き込んでクリアを目指すプレイヤーまでいた。このことは、当初99面が敵の配置・敵攻撃を遮る障害物がないこと・フィールド中央に陣取ったフォートレスにより攻略不可能とみられていたところを、後に『マイコンBASICマガジン』'85年2月号で紹介された3つのクリア方法に「あるポイントで静止してエネルギーを温存しつつシールドを限界まで張り続け爆死する際ハイパータンクを道連れにしてクリア」というものが含まれていたことにも表れている。
この99面のあまりにもな難易度のため、EASY+エブリエクステンドに設定を変更してでも最初の1コインクリアが出たのは3年後、出荷設定のNORMAL+1エクステンドでのクリアは2015年に確認されたのが最初で、2020年にトッププレイヤーのインタビューが行われたが、その記事で「まだその1名しか出していない」とコメントされている。
1コイン3クレジットが初期設定という珍しい仕様だった。また、ロケテスト時は初期残機数10という設定になっていた。その他、34面で、ブラウン・フロッサーを残して一定時間経過すると、隠しメッセージが出現する。

## ストーリー
西暦20XX年。高速・小型・多機能化したコンピューターは、人間をマシーンのコントロールから解放した。しかし操作する楽しみは、やがて趣味から競技へと変化していった。中でも、アステロイドベルトで行われるロケットレース、7つの海を転戦するサブマリンジムカーナ、 コロシアムの戦闘競技バトリングは人気の的であった。
バトリングで最大の競技団体であるNBA（National-Battling-Association）は、 4種のロボット・マシーンと競技用マシーンを公認し、障害物・マシーンの配置を規定、競技を取り仕切っている。NBAのトップランカーはスーパースターとしての富と名声を一挙に手にすることができ、 若者たちのあこがれの的になっている。 競技者は「グロブダー」を操り、「バトリング」を行なうのだ（『ナムコミュージアム VOL.2』より）。

## 登場キャラクター
グロブダー
レーザー砲（エナジー・キャノン）と攻撃防御用のシールド発生機能を持つ。ゲーム画面にはグロブダーのエネルギー・ゲージが表示されており、レーザー砲・シールドを使用することにより減少する。特にシールドを使用した場合のエネルギー消費は大きい。減少したエネルギーは、レーザー砲・シールドを使用しなければ自然に回復し、動いている時より止まっているときの方がより回復する。エネルギー・ゲージは青・黄・赤の3つのゾーンがあり、青はビーム砲・誘爆を防げる、黄はビーム砲のみを防げる、赤はシールドが発生しないをそれぞれ示している。特に赤のゾーンに入ってほとんどエネルギーがなくなるとアラート音が発生し、シールドの使用はおろかビーム砲もろくに発射できなくなる。
エネミータンク
シールドを張る機能を有しない敵戦車。ビーム砲（ザッパー）で攻撃してくる。
オレンジハイパータンク
ある程度シールドを張る機能を有する敵戦車。虹色のビーム砲（ハイスピード・ザッパー）で攻撃してくる。
イエローハイパータンク
オレンジハイパータンクよりさらに長い間シールドを張る機能を有する敵戦車。虹色のビーム砲で攻撃してくる。
グリーンフロッサー
機動性を有する砲台。緩やかな弧を描く誘導弾（パーシュート・ザッパー）を発射してくる。グロブダーの放つビーム砲に反応し、俊敏に攻撃をかわそうとする。シールドを張る機能は無い。
ブラウンフロッサー
グリーンフロッサーよりもさらに多くの誘導弾を発射し、動きも俊敏になったもの。シールドを張る機能はない。
フォートレス
敵の大型砲台。四方八方に多量のビーム弾（ハイパー・ザッパー）を発射する。ときどき、大型の誘導ビーム弾（ハイパー・ザッパー・デストロイヤー）を放つこともある。動きは敵キャラの中では一番遅い。誘導ビームを発射する砲台に弾を数発撃ち込むと動きが止まり、さらに打ち込むと壊れる。誘爆に巻き込んでも倒せない。
なお倒すことは面クリアに必須ではなく、フォートレス以外の敵を全滅すれば面クリアできる。

## 移植版
| No. | タイトル                                                | 発売日                                    | 対応機種                       | 開発元                    | 発売元     | メディア                                        | 型式                                                                            | 備考                                                    |
| --- | ------------------------------------------------------- | ----------------------------------------- | ------------------------------ | ------------------------- | ---------- | ----------------------------------------------- | ------------------------------------------------------------------------------- | ------------------------------------------------------- |
| 1   | グロブダー                                              | 1985年9月                                 | PC-6001mkII PC-6601            | マイコンソフト            | 電波新聞社 | カセットテープ フロッピーディスク               | PC60:DP-3103149 PC66:DP-3103150                                                 | -                                                       |
| 2   | グロブダー                                              | 1986年1月                                 | MZ-1500                        | マイコンソフト            | 電波新聞社 | クイックディスク                                | -                                                                               | -                                                       |
| 3   | グロブダー                                              | 1986年6月                                 | PC-8001mkIISR PC-8801mkIISR X1 | マイコンソフト            | 電波新聞社 | カセットテープ フロッピーディスク               | PC88 (CT):DP-3101079 PC88 (FD):DP-3101110 X1 (CT):DP-3203156 X1 (FD):DP-3203216 | -                                                       |
| 4   | ナムコミュージアム Vol.2                                | 1996年2月9日 1996年9月30日 1996年11月22日 | PlayStation                    | ナムコ                    | ナムコ     | CD-ROM                                          | SLPS-00210 SLUS-00216 SCES-00267                                                | アーケード版の移植                                      |
| 5   | ナムコヒストリーVol.2                                   | 1997年11月28日                            | Windows                        | ナムコ                    | ナムコ     | CD-ROM                                          | -                                                                               | アーケード版の移植                                      |
| 6   | ナムコミュージアム Vol.2 Namco Museum Battle Collection | 2005年8月23日 2005年12月9日 2006年2月23日 | PlayStation Portable           | ゴッチテクノロジー トーセ | ナムコ     | UMD                                             | ULJS-00047 ULUS-10035 UCES-00116                                                | アーケード版の移植                                      |
| 7   | ナムコミュージアム バーチャルアーケード                 | 2008年11月4日 2009年5月15日 2009年11月5日 | Xbox 360                       | バンナム                  | バンナム   | DVD-ROM                                         | 2RD-00001                                                                       | アーケード版の移植                                      |
| 8   | グロブダー                                              | 2009年11月10日                            | Wii                            | バンナム                  | バンナム   | ダウンロード （バーチャルコンソールアーケード） | -                                                                               | アーケード版の移植                                      |
| 9   | Namco Museum Megamix                                    | 2010年11月26日                            | Wii                            | トーセ                    | ナムコ     | Wii用光ディスク                                 | -                                                                               | アーケード版の移植                                      |
| 10  | グロブダー                                              | 2023年2月16日                             | PlayStation 4 Nintendo Switch  | ナムコ                    | ハムスター | ダウンロード (アーケードアーカイブス)           | -                                                                               | アーケード版の移植 前期バージョン、後期バージョンを収録 |

アーケード版発表当時のパソコンであるNECのPC-6001mkIIやPC-8001mkIISR、PC-8801mkIISR、シャープのX1、MZ-1500などに移植された。移植・販売はいずれも電波新聞社による。
PC-6001mkII版は、横長、粗いドット、少ない色数とアーケード版とはかなり異なるグラフィックでの移植ながら、グロブダーとオレンジハイパータンクによる2P対戦モード、敵や障害物を自由に配置できるエディット・モードが追加されるなどしていた。
X1版やMZ-15版では、『グロブダー』と同じく『ゼビウス』に登場したドモグラムが敵として出現する、100～109面が追加された。また、隠れキャラでスペシャルフラッグや『マッピー』のニャームコが登場した。
当時のメジャー機種のひとつであるFM-7版が出なかったことについては、FM-7のキーボードの仕様の関係で、シールドを張りながら射撃を行うという操作が実現できなかったためだと言われている。
このように当時の主要パソコン各機種への移植版が出た一方で、ファミリーコンピュータをはじめとする当時の家庭用ゲーム機への移植は長らく行われず、1996年2月にナムコから発売されたPlayStation版『ナムコミュージアム VOL.2』においてようやく実現した。
以降、PlayStation Portable版やXbox 360版の『ナムコミュージアム バーチャルアーケード』にも収録されているほか、Wiiのバーチャルコンソールアーケード、Nintendo SwitchとPlayStation 4のアーケードアーカイブスでも配信されている。

## 開発
遠藤雅伸をはじめとする『ゼビウス』や『ドルアーガの塔』のチームによって制作された。遠藤ら開発チームが「低予算短時間で制作する」ことを目標にし3か月で制作した。「グロブダーに何かさせることはできないか」というのが発想であるとのことである。本作稼動前に配布されたチラシには「グロブダーは戦闘本能を呼び覚ましてしまった。」と書かれている。
各面開始時に発せられる音声“Get Ready!”の声の主は、本ゲームを開発した遠藤雅伸である。
サウンドは『ゼビウス』と同じく慶野が担当しており、ネームエントリー曲に一瞬『ゼビウス』のフレーズが隠されている。本作では戦車の移動量に合わせてエンジン音のテンポと音質が変化するが、このサウンドを実現するため慶野が直接この箇所のプログラムを書いた。慶野がプログラムを書いたのは本作が唯一である。

## スタッフ
アーケード版
- ゲーム・デザイン、プロデューサー：ĒVEZOÖ End（遠藤雅伸）
- プログラム：Kosei Wait（松浦公政）
- 音楽：Yuri Keino（慶野由利子）
- エンジニア：Tall Ogawa（小川徹）
- グラフィック・デザイン：You.Shino（篠崎雄一郎）
- デバッガー：Tama Chang

PC-6001版
- プログラム：松島徹

PC-8801版
- プログラム：松永隆生

X1版
- プロデューサー、ゲーム・デザイン：遠藤雅伸
- プログラム：中村雅美

## 評価
アーケード版
情報データベースサイト『オールゲーム』では3.5点（満5点）となっている。